# Попроцессный метод учёта затрат
Попроцессный метод учёта затрат (англ. process costing) — метод учёта затрат, при котором вычисляются средние затраты на каждую выпущенную единицу за отчётный период.

## Определение
Английский профессор Колин Друри определяет метод попроцессный расчёт затрат как метод, при котором вычисляются средние затраты на каждую выпущенную единицу, когда общие расходы, понесённые расходы на продукт (услугу) за отчётный период, делятся на общее количество выпущенных продуктов (услуг) за этот же период.
Метод применяются тогда, когда выпускается множество одинаковых единиц продукции, и нет необходимости определять себестоимость каждой единицы. В этом случае продукты выпускаются одинаковыми, и требуют одинаковое распределение величин прямых и накладных расходов. Отдельные регистры учёта затрат по индивидуальным заказам не ведутся, а объект калькулирования затрат становится продукт каждой законченной стадии производственного процесса.
Ряд экономистов определяют попроцессный метод учёта затрат и калькулирования себестоимости продукции как метод учёта затрат выпуска продукции ограниченной номенклатуры без незавершенного производства, где объектами учёта затрат являются отдельные процессы в изготовлении продукции как составные части всего процесса производства.

## Виды попроцессного метода
Ряд экономистов выделяют три варианта исчисления себестоимости единицы продукции:
- на производстве, где вырабатывается один вид продукции и отсутствует незавершенное производство (на предприятиях угольной, горнорудной промышленности и т.п.), себестоимость единицы продукции определяется делением суммы затрат по производственному процессу на количество единиц выпущенной продукции;
- на производствах, где вырабатываются несколько видов продукции и отсутствует независимое производство (где одновременно вырабатывается электро- и тепловая энергия, или добываются нефть и газ и т.п.), общие для всех видов продукции расходы распределяются между ними установленными на предприятии критериями;
- на производствах с достаточно длительным производственным процессом, имеющих незавершенное производство на конец отчетного периода (в организациях лесозаготовительной, торфяной промышленности и т.п.), затраты отчётного периода корректируются на стоимость незавершенного производства на начало и конец отчетного периода, оцениваемые установленными на предприятии критериями, и делят на количество единиц произведённой продукции.

## Позаказный метод vs попроцессный метод
Позаказный метод учёта затрат используется на предприятиях, где дискретно производятся различные по техническим требованиям заказы. Себестоимость каждого заказа индивидуальна. Учёт затрат ведётся отдельно по каждому заказу.
Попроцессный метод используется на предприятиях, где производство осуществляется непрерывно (серийно или большими партиями). Заказы однородны. Стоимость продукта в заказе существенно не отличается друг от друга. Учёт затрат ведётся по каждому производственному процессу.

## Попередельный метод vs попроцессный метод
Попередельный метод учёта затрат применяется на предприятиях с многопередельным производством, предполагает учёт затрат по каждому переделу, затраты относят на выпущенный полуфабрикат.
Попроцессный метод применяется на предприятиях с ограниченной номенклатурой, где незавершенное производство отсутствует или незначительное, объектами учёта затрат являются отдельные процессы, затраты относят на готовую продукцию. После прохождения производственного процесса полуфабрикат не возникает.

## Применение
Данный метод широко используется в химической отрасли, на заводах по переработке нефти, газа, электроэнергетики.